# Karl von Ligne

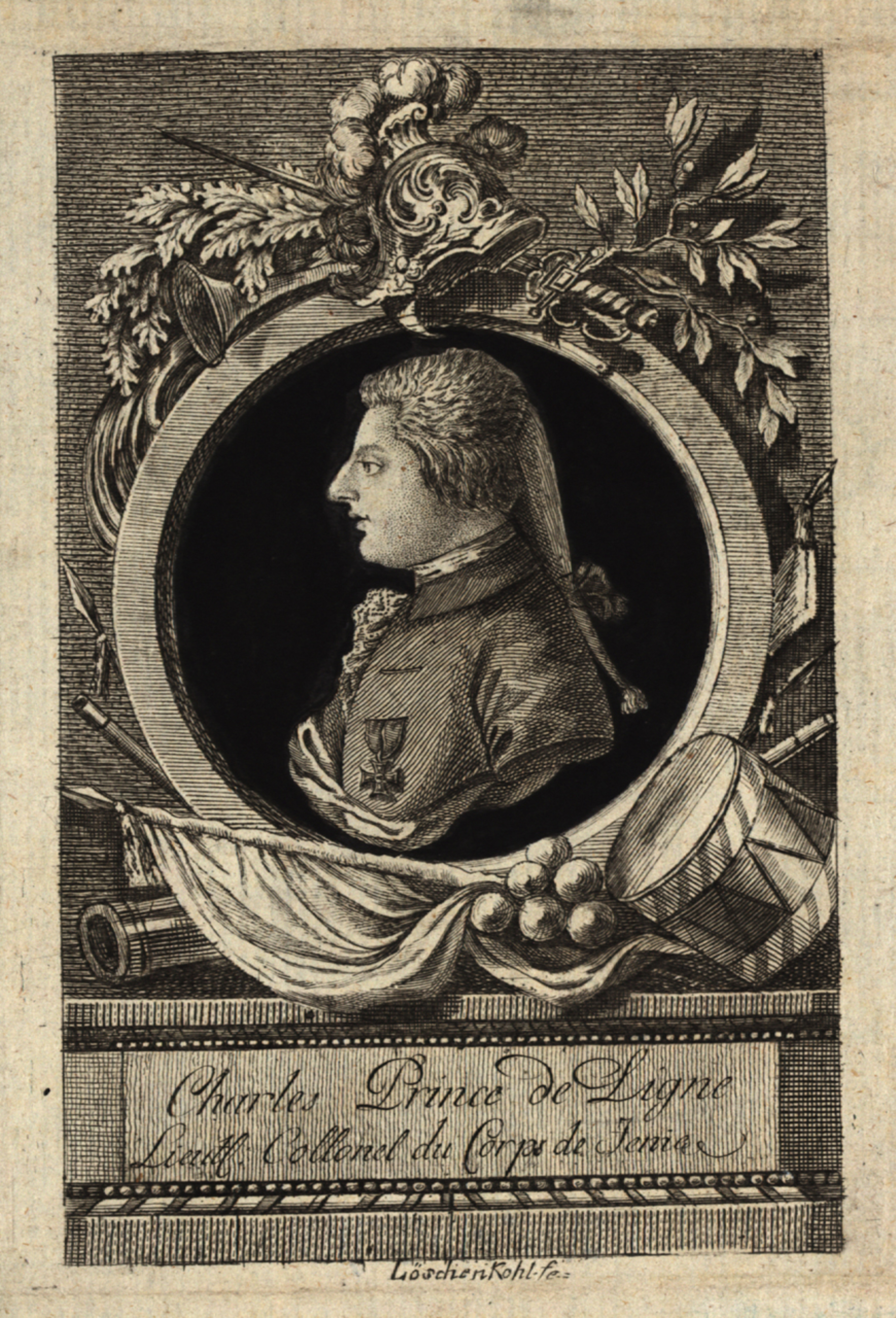
Karl von Ligne (1759–1792)

Fürst Karl Joseph Emanuel von Ligne (* 14. September 1759 in Brüssel; † 14. September 1792 gefallen bei La Croix-aux-Bois) war österreichischer Oberst im Ingenieur-Korps und Ritter des Maria-Theresia-Ordens. Außerdem war er ein bekannter Kunstsammler und malte auch selbst.

## Herkunft
Seine Eltern waren der Feldmarschall Fürst Charles-Joseph de Ligne (* 23. Mai 1735; † 13. Dezember 1814) und dessen Ehefrau Franziska von Liechtenstein (1739–1821).

## Leben
Er wurde zunächst auf der Artillerie-Schule in Straßburg ausgebildet und im Alter von 14 Jahren kam er in das österreichische Ingenieur-Korps. Während des Bayerischen Erbfolgekrieges diente er als Adjutant seines Vaters und zeichnete sich in den Gefechten bei Hühnerwasser und Pösig aus. 1780 begleitete er seinen Vater auf diplomatischen Missionen nach Potsdam, Petersburg und Warschau. Er stieg in der Armee auf, aber 1784 wurde er Rittmeister im Dragonerregiment d’Arberg. Er kam im Januar 1786 als Major in das Ingenieur-Korps zurück. Im 8. Türkenkrieg leitete er im März 1788 den Bau der Redouten bei Boliefze an der Save und kam im April zur Belagerung von Schabacz. Dort baute er in der Nacht des 23. Aprils eine Redoute. Anschließend nahm er mit serbischen Freiwilligen am Sturm auf die Palanke teil. Der Sturm wurde von Joseph Poniatowski († 1813) geführt, der aber schwer verwundet wurde. So übernahm Ligne den Sturm und war der Erste auf dem Wall; hierauf erfolgte die Kapitulation von Schabacz. Kaiser Joseph II. war dabei persönlich anwesend, dieser ernannte Ligne außer der Reihe zum Oberstleutnant und zum Ritter des Maria-Theresia-Ordens (24. April 1788).

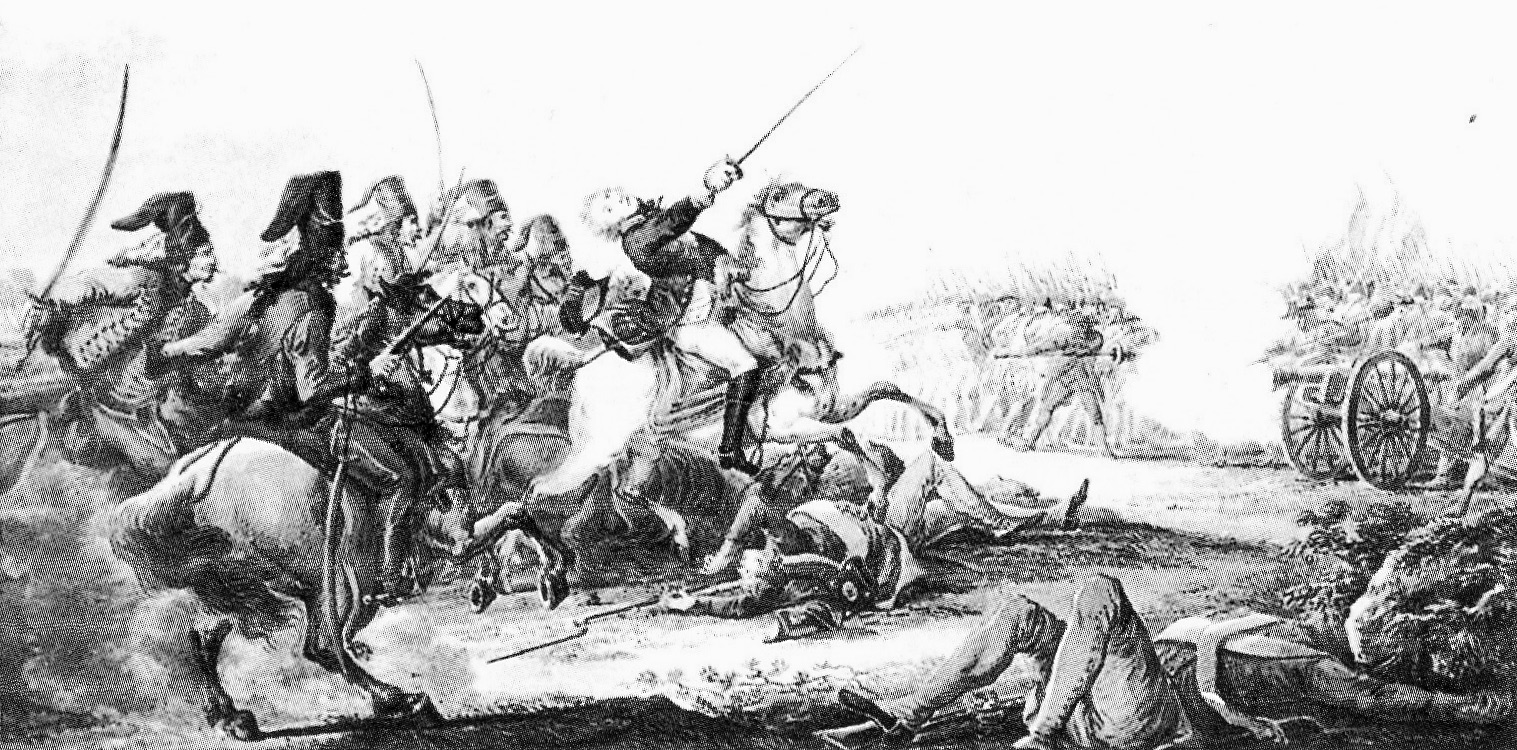
Tod des k. k. Obersten Fürst Charles de Ligne, Ferdinand von Lutzendorf

Im November 1788 wurde er dann mit besonderen Aufträgen an den russischen Feldmarschall Rumjanzow abgeordnet. Er leitete im Juli 1789 den Bau der Batterie und einer Flesche auf dem Berg Alibek an der Militärgrenze im Temeswarer Banat. Bereits im Dezember 1789 wurde er zum Oberst befördert und zur russischen Armee abkommandiert. Er kämpfte als Freiwilliger im Feldzug von 1790 unter Suworow. Am 21. Dezember nahm er am Sturm auf Ismael teil, dabei kommandierte er die 3. Angriffskolonne, wurde aber verwundet. Er erhielt dafür das Ritterkreuz 3. Klasse des St. Georg-Ordens. Er hatte aber auch Fürst Potemkin beeindruckt, der den Vater zu der Einsicht und Tapferkeit des Sohnes beglückwünschte. Nach seiner Rückkehr nahm Ligne am Feldzug gegen die Franzosen in der Champagne  teil. Er nahm am 27. Mai 1792 die Schanze le Coque außerhalb Condé. Am 14. September 1792 versuchte der französische General Chazot, den Pass Croix aux bois zu nehmen. Ligne verteidigte dort als Kommandeur von 3 Bataillonen Infanterie und einigen Schwadronen Husaren. Bei einem von ihm angeführten Angriff der Husaren wurde er getötet. Seine Leiche wurde nach dem Gefecht ausgeplündert gefunden und bei einem Schloss in der Nähe mit allen militärischen Ehren beigesetzt.
Der Prinz ging auch als einer der ersten Passagiere in die Luftfahrtgeschichte ein. Er fuhr am 5. Januar 1784 mit einem Ballon von Jean-François Pilâtre de Rozier bei Lyon (3. Passagierflug der Geschichte). Die Fahrt dauerte ca. 15 Minuten.

## Familie
Ligne heiratete 1779 die litauische Fürstin Helena Massalska (* 9. Februar 1763; † 30. Oktober 1815). Die Ehe war nicht glücklich, das Paar hatte aber eine Tochter:
- Sidonie Franziska Caroline (* 9. Dezember 1786; † 14. Mai 1828) ⚭ 1807 Franz Potocki (* 2. Juli 1788; † 15. Januar 1853)

Außerdem hatte er eine Affäre mit der Schauspielerin Mademoiselle Fleury (Adélaïde Nonnes (1766–1818)), der eine 1788 legitimierte Tochter entstammt:
- Christine „Titine“  (* 4. Januar 1786; † 19. Mai 1867) ⚭ Moritz O’Donnell von Tyrconell (1780–1843), k.k. Feldmarschall-Lieutenant